# Alkiškiai (stacja kolejowa)
Alkiškiai (ros. Алькишкяй) – towarowa stacja kolejowa w miejscowości Raudžiai i w pobliżu miejscowości Alkiškiai, w rejonie okmiańskim, w okręgu szawelskim, na Litwie.